# Pteronotus macleayii
Pteronotus macleayii е вид бозайник от семейство Mormoopidae.

## Разпространение
Видът е разпространен в Куба и Ямайка.
Регионално е изчезнал в Бахамски острови.